# Shimokitazawa

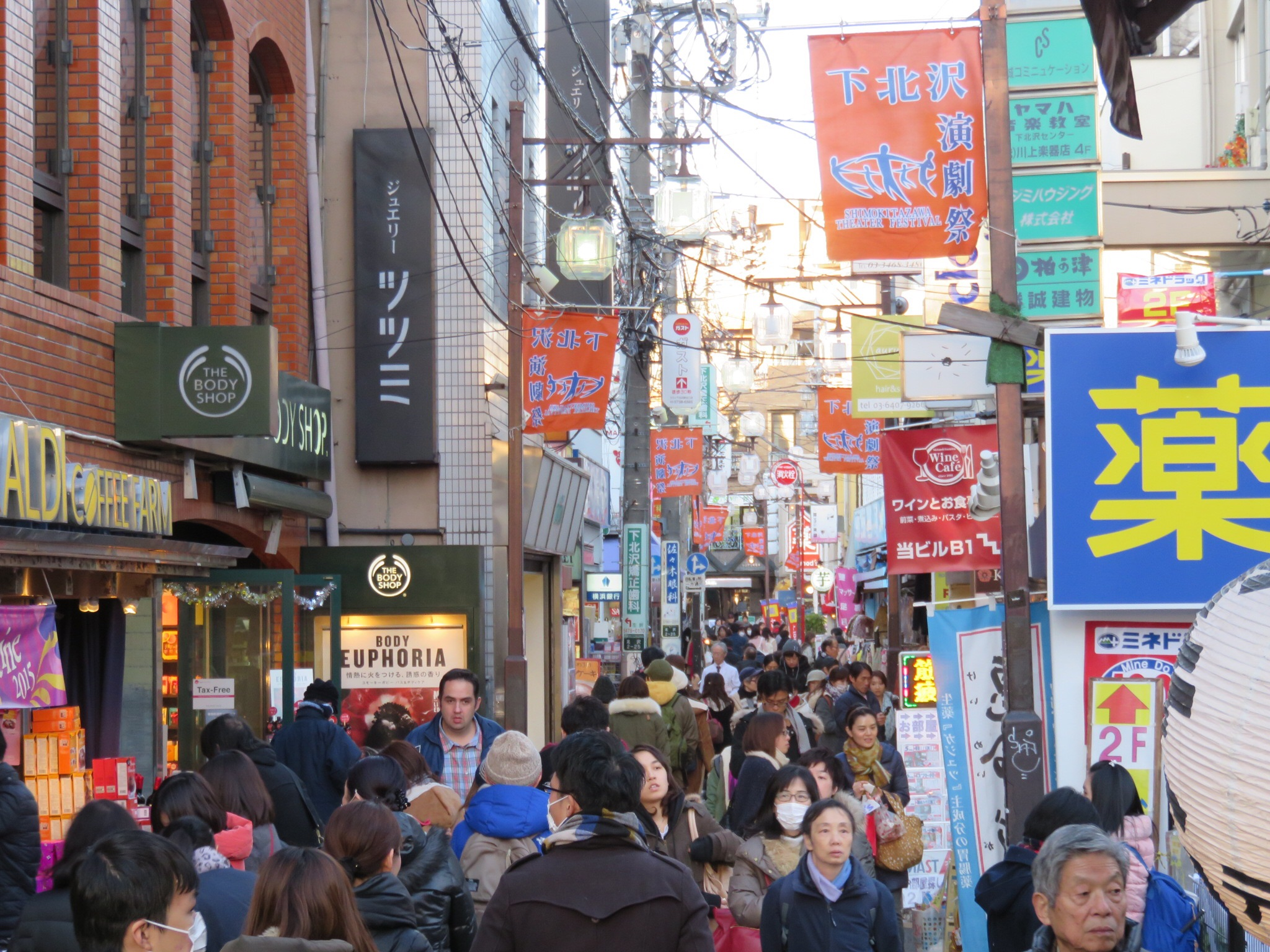
Pe stradă în Shimokitazawa

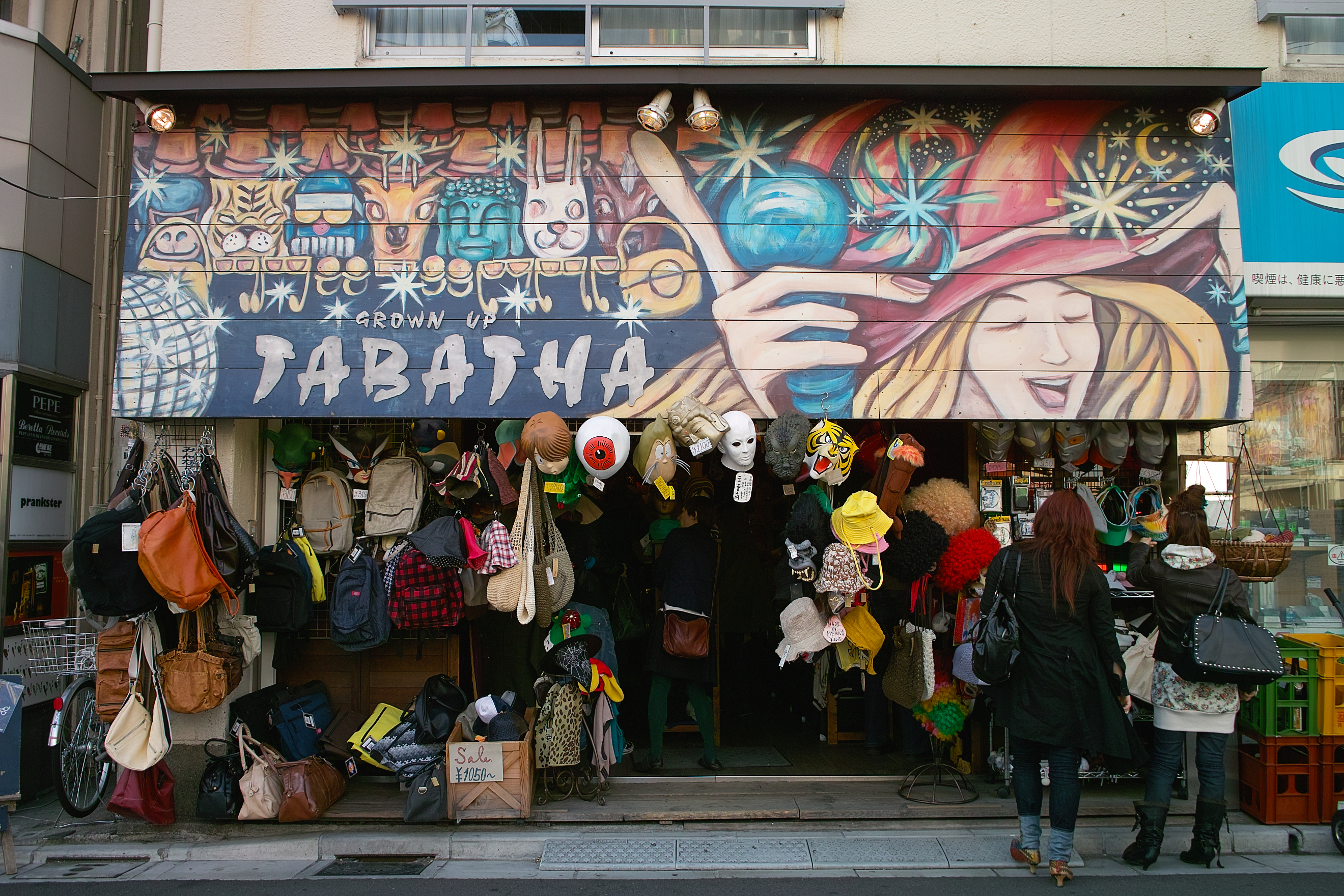
Magazin independent de modă, caracteristic zonei Shimokitazawa

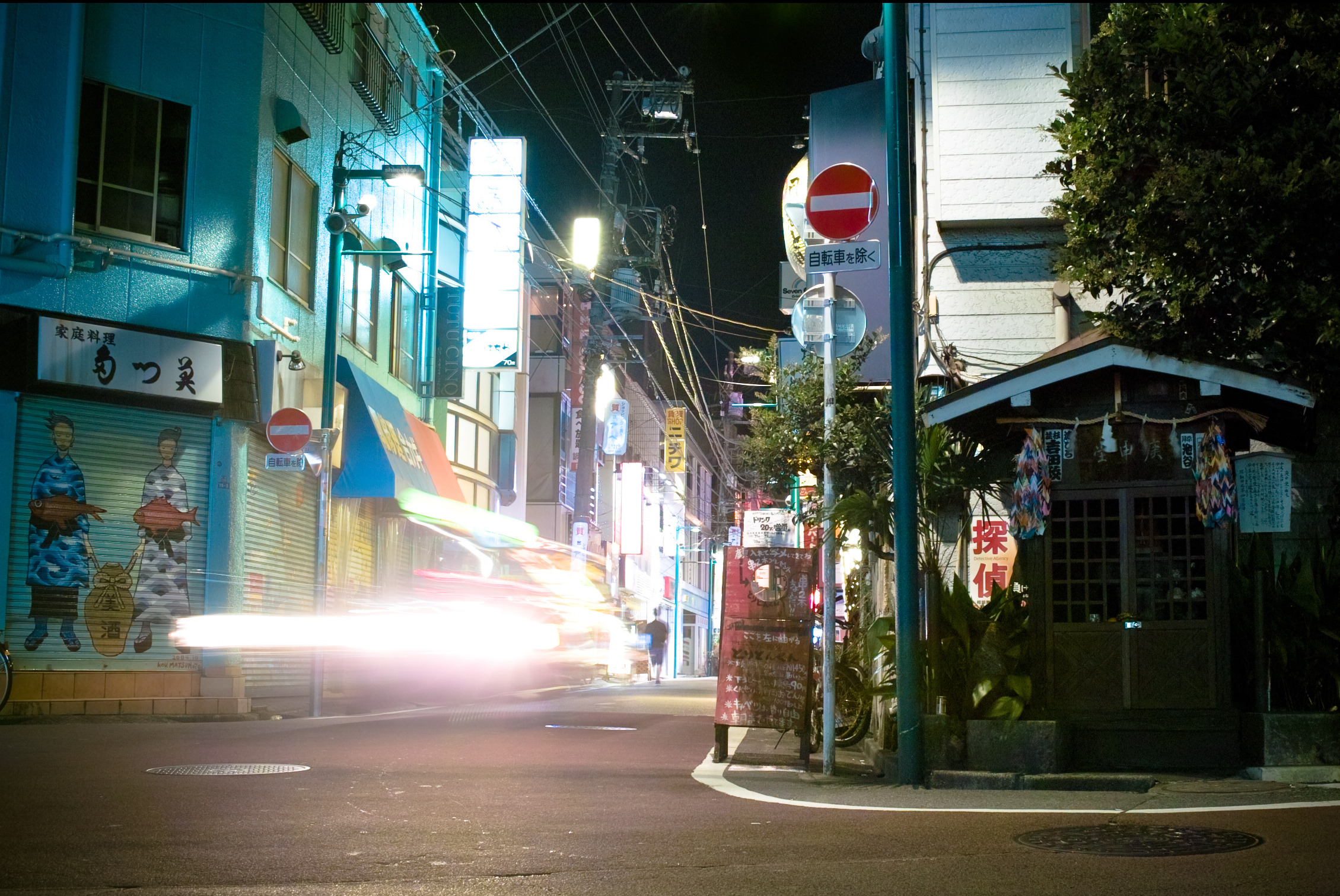
Un mic altar Shinto în Shimokitazawa, noaptea

Shimokitazawa (下北沢 Shimokitazawa?) este un district comercial și de divertisment din Setagaya, Tokyo. Denumită și „Shimokita” mai ales de localnici, zona este bine cunoscută pentru densitatea crescută de magazine mici independente de modă, cafenele, teatre, baruri și locuri cu muzică live. 

## Comerț independent
Cartierul este adesea comparat cu străzile din Ura-Harajuku și Koenji. Spații comerciale mai mici și accesul restricționat pentru vehicule a limitat posibilitatea și interesul comercianților mari, fie naționali sau internaționali, de a deschide magazine aici. Combinația acestor condiții a permis supraviețuirea și dezvoltarea comercianților independenți. Cartierul este format din străzile din imediata vecinătate a stației Shimo-Kitazawa, unde liniile Odakyu Electric Railway și Keio Inokashira se intersectează. Cartierul a fost pentru mult timp un centru pentru teatrul de scenă și locuri cu muzică live. Aici se află teatrul istoric Honda Gekijō și se desfășoară festivaluri de teatru pe tot parcursul anului. Cu numeroase cafenele, magazine second hand, vintage și de muzică, Shimokitazawa rămâne popular mai ales în rândul studenților și fanilor subculturilor japoneze de tineret.

## Reabilitare
În 2004, Consiliul Local Setagaya a lansat un plan prin care să modernizeze o mare parte din oraș, inclusiv construirea mai multor clădiri înalte și de prelungire a Rutei 54 prin oraș. Străzile sunt foarte înguste și au foarte multe intersecții, cu multe alei mici. Pentru că mulți rezidenți și vizitatori consideră acest aspect ca parte din farmecul zonei Shimokitazawa, există unele controverse în jurul planului de dezvoltare.
Odată cu relocarea liniei de cale ferată Odakyu în subteran, în martie 2013, au fost construite noi intrări în stație, împreună cu un set de căi ferate dublate în fiecare direcție. De asemenea, zona din jurul stației Shimo-Kitazawa este în curs de reabilitare pentru a putea face față traficului crescut. Un rezultat pozitiv al acestui program de reabilitare a fost reducerea aglomerației din timpul orelor de vârf de pe infama linie Odakyu la 150% din capacitatea maximă a trenurilor în 2018, de la aproape 200% în anii anteriori.